# Cantonul Rougemont
Cantonul Rougemont este un canton din arondismentul Besançon, departamentul Doubs, regiunea Franche-Comté, Franța.

## Comune
- Abbenans
- Avilley
- Bonnal
- Cubrial
- Cubry
- Cuse-et-Adrisans
- Fontenelle-Montby
- Gondenans-les-Moulins
- Gondenans-Montby
- Gouhelans
- Huanne-Montmartin
- Mésandans
- Mondon
- Montagney-Servigney
- Montussaint
- Nans
- Puessans
- Rillans
- Rognon
- Romain
- Rougemont (reședință)
- Tallans
- Tournans
- Tressandans
- Trouvans
- Uzelle
- Viéthorey